# Star to a Young Culture
Star to a Young Culture — дебютный сингл-альбом южнокорейской гёрл-группы StayC. Выпущен 12 ноября 2020 года лейблом High Up Entertainment при поддержке Kakao M.

## Предпосылки и релиз
Star to a Young Culture был выпущен 12 ноября 2020 года на стриминговых платформах, и в этот же день начались продажи цифровых копий альбома. Также был проведён шоукейс, который транслировался через V Live, где группа, помимо заглавного сингла, исполнила би-сайд трек «Like This». 13 ноября StayC дебютировали на сцене Music Bank, начав свой промоушен.

## Коммерческий успех
KTown рассказали, что в первый день релиза всего было продано 4300 копий физических версий альбома, что стало лучшим результатом среди всех групп-дебютантов 2020 года. В первую неделю продажи составили свыше 10 тысяч, что сделало StayC единственной женской группой, дебютировавшей в 2020 году, с подобным результатом.

## Список композиций
| №  | Название    | Текст песни                 | Музыка                      | Аранжировка | Длительность |
| -- | ----------- | --------------------------- | --------------------------- | ----------- | ------------ |
| 1. | «So Bad»    | Black Eyed Pilseung Чон Гун | Black Eyed Pilseung Чон Гун | Rado        | 3:32         |
| 2. | «Like This» | Black Eyed Pilseung Чон Гун | Black Eyed Pilseung Чон Гун | Rado        | 3:06         |

## Чарты
| Чарт (2020)             | Высшая позиция |
| ----------------------- | -------------- |
| Республика Корея (Gaon) | 6              |

## История релиза
| Регион           | Дата              | Форматы                       | Лейблы          |
| ---------------- | ----------------- | ----------------------------- | --------------- |
| Мир              | 12 ноября 2020 г. | Цифровая дистрибуция Стриминг | High Up Kakao M |
| Республика Корея | 13 ноября 2020 г. | Компакт-диск                  | High Up Kakao M |